# Tomáš Rosický
Tomáš Rosický (Uitspraak: Rossitskie) (Praag, 4 oktober 1980) is een Tsjechisch voormalig voetballer die bij voorkeur als middenvelder speelde. Hij kwam van 1999 tot en met 2017 uit voor achtereenvolgens Sparta Praag, Borussia Dortmund, Arsenal en opnieuw Sparta Praag. Rosický was van 2000 tot en met 2016 international van het Tsjechisch voetbalelftal, waarvoor hij 105 interlands speelde en 23 keer scoorde.

## Clubcarrière
Rosický stroomde in 1998 door vanuit de jeugdopleiding van Sparta Praag. Hij maakte op zijn zeventiende zijn internationale debuut in de hoofdmacht van de Tsjechen. In 1999 en 2000 werd hij landskampioen van Tsjechië met de club, alvorens hij tijdens het Europees kampioenschap voetbal 2000 internationaal doorbrak. Na dat EK begon hij aan zijn derde seizoen bij Sparta Praag, maar verhuisde hij datzelfde jaar nog naar Borussia Dortmund. Bij de Duitse club drong Rosický door tot het basisteam. In 2001 kreeg hij de prijs voor beste Tsjechische speler van het jaar. Met Borussia Dortmund werd hij dat jaar landskampioen en bereikte hij de finale van de UEFA-Cup. Het seizoen daarna kwam hij opnieuw als beste Tsjech op een voetbalveld uit de bus.
Sinds 2006 was hij een vaste waarde in de selectie van de Engelse club Arsenal. Hij speelde meer dan honderdvijftig wedstrijden in de Premier League, waarin hij negentien doelpunten maakte. In de seizoenen 2008/09 en 2015/16 ontbrak hij gedurende alle wedstrijden, in beide gevallen door slepende blessures.
Op 20 december 2017 kondigde Rosický zijn afscheid aan van het voetbal. "Mijn lichaam kan de vereisten van profvoetbal niet meer aan", aldus de 37-jarige voetballer op een persconferentie.

## Clubstatistieken
| Seizoen | Club              | Competitie              | Wed. | Goals |
| ------- | ----------------- | ----------------------- | ---- | ----- |
| 1998/99 | Sparta Praag      | Gambrinus liga          | 3    | 0     |
| 1999/00 | Sparta Praag      | Gambrinus liga          | 24   | 5     |
| 2000/01 | Sparta Praag      | Gambrinus liga          | 14   | 3     |
| 2000/01 | Borussia Dortmund | Bundesliga              | 15   | 0     |
| 2001/02 | Borussia Dortmund | Bundesliga              | 30   | 5     |
| 2002/03 | Borussia Dortmund | Bundesliga              | 30   | 5     |
| 2003/04 | Borussia Dortmund | Bundesliga              | 19   | 2     |
| 2004/05 | Borussia Dortmund | Bundesliga              | 27   | 4     |
| 2005/06 | Borussia Dortmund | Bundesliga              | 28   | 5     |
| 2006/07 | Arsenal           | Premier League          | 26   | 3     |
| 2007/08 | Arsenal           | Premier League          | 18   | 6     |
| 2008/09 | Arsenal           | Premier League          | 0    | 0     |
| 2009/10 | Arsenal           | Premier League          | 25   | 3     |
| 2010/11 | Arsenal           | Premier League          | 21   | 0     |
| 2011/12 | Arsenal           | Premier League          | 28   | 1     |
| 2012/13 | Arsenal           | Premier League          | 10   | 2     |
| 2013/14 | Arsenal           | Premier League          | 27   | 2     |
| 2014/15 | Arsenal           | Premier League          | 15   | 2     |
| 2015/16 | Arsenal           | Premier League          | 0    | 0     |
| 2016/17 | Sparta Praag      | 1. česká fotbalová liga | 1    | 0     |
| 2017/18 | Sparta Praag      | 1. česká fotbalová liga | 11   | 1     |

## Interlandcarrière
Rosický bracht zijn land naar het wereldkampioenschap voetbal 2006 door in de tweede play-offwedstrijd tegen Noorwegen het enige doelpunt te maken. In de eerste WK-wedstrijd ooit door Tsjechië gespeeld, tegen de Verenigde Staten (3–0 winst), scoorde Rosický tweemaal. Rosický nam met Tsjechië deel aan het Europees kampioenschap voetbal 2012 in Polen en Oekraïne, waar de ploeg van bondscoach Michal Bílek in de kwartfinales werd uitgeschakeld door Portugal door een rake kopbal van Cristiano Ronaldo. Rosický moest in dat duel geblesseerd toekijken. Met Tsjechië nam hij ook deel aan het Europees kampioenschap voetbal 2016 in Frankrijk. Na nederlagen tegen Spanje (0–1) en Turkije (0–2) en een gelijkspel tegen Kroatië (2–2) was Tsjechië uitgeschakeld in de groepsfase.

## Erelijst
| Competitie              |              |                    |              |              |
| Competitie              | Aantal       | Jaren              |              |              |
| Sparta Praag            | Sparta Praag | Sparta Praag       | Sparta Praag | Sparta Praag |
| ----------------------- | ------------ | ------------------ | ------------ | ------------ |
| Kampioen Gambrinus liga | 2x           | 1998/99, 1999/2000 |              |              |
| Borussia Dortmund       |              |                    |              |              |
| Kampioen Bundesliga     | 1x           | 2001/02            |              |              |
| Arsenal                 |              |                    |              |              |
| FA Cup                  | 2x           | 2013/14, 2014/15   |              |              |
| FA Community Shield     | 1x           | 2014               |              |              |

Individueel
- Tsjechisch voetballer van het jaar

2001, 2002, 2006